# Спирала (авиационно-космическа система)
Вижте пояснителната страница за други значения на Спирала.
Авиационно-космическата система „Спирала“ е проект с космическо предназначение, състоящ се от орбитален самолет, който е трябвало да бъде изведен в Космоса посредством въздушен старт от хиперзвуков самолет-ускорител, а след това, с помощта на ракетна степен – в орбита.
Проектът „Спирала“ започва през 1960 г. в отговор на американската програма за създаване на космически прехващач-разузнавач и бомбардировач X-20 „Dyna Soar“.
Разработката на системата „Спирала“ и на орбиталния ѝ самолет започват в конструкторското бюро OКB-155 на Артьом Микоян през лятото на 1966 г. Предполагало се е, че системата ще е готова за експлоатация към средата на 70-те години на XX в. И в САЩ, и в СССР тези програми са запазени в различни стадии на развитие.
Ръководител на проекта „Спирала“ е бил Глеб Лозино-Лозинский.

## Самолетът-ускорител
Мощният въздушен кораб-ускорител (с тегло 52 тона, дължина 38 m, размах на крилете 16,5 m) е трябвало да ускори до шест пъти по-голяма скорост, от тази на звука (6М), след което на височината на 28 – 30 km от „гърба“ му е трябва да стартира 10-тонният, пилотируем орбитален самолет с дължина 8 m и размах на крилете 7,4 m.
„Предполагало се е, че самолетът-ускорител е можело да бъде използван и като пътнически самолет - авиолайнер, което със сигурност би било рационално: високите му скоростни характеристики биха позволи да се повиши скоростта при гражданската авиация“.
Самолетът-ускорител е първият технологично-революционен детайлен проект на хиперзвуков летателен апарат с въздушно-реактивни двигатели. На 40-ия конгрес на Международната авиационна федерация (FAI), състояла се през 1989 г. в Малага (Испания), представители на американското Национално управление по аеронавтика и изследване на космическото пространство (НАСА) са дали на самолета-ускорител висока оценка, отбелязвайки, че той „е проектиран в съответствие със съвременните изисквания“.
С оглед на нуждата от значителни средства за принципно нови технологии в аеродинамиката, материалите, както и за изработване на двигателите при създаване на такъв хиперзвуков апарат, в последните варианти на проекта се разглежда по-евтина и по-бързо постижима възможност за създаване не на хиперзвуков, а на свръхзвуков самолет-ускорител, в качеството на какъвто се спряга модификация на ударно-разузнавателния самолет Т-4 („100“), но и този проект остава нереализиран.

## Орбиталният самолет
Орбиталният самолет – космоплан по проект представлявал летателен апарат със стреловидно крило, притежаващ отклоняваща се нагоре конзола за промяна на напречния ъгъл на атака. При спускане от орбита апаратът се самобалансирал при различните участъци от траекторията. Фюзелажът на самолета е бил изпълнен по схемата на носещия корпус със силно затъпено триъгълно оперение, заради което получава прозвището „Валенка“ (ботуш).
Термозащитата е била от плакирани плочи (повърхността на плочите е покрита посредством метод на горещо валцуване на материала със слой метал: в случая – ниобиева сплав с покритие на базата на молибденов дисилицид). Температурата на повърхността на носовата част на фюзелажа на различни етапи на спускането си от орбита е можела да достигне до 1600 °C.
Двигателите за орбитално маневриране са били ракетни с течно гориво (ТРД). Апаратът е имал и два аварийни спирателни ТРД, блок за ориентация, състоящ се от 6 двигатели за груба ориентация и 10 двигатели за точна ориентация, както и турбореактивен двигател за полет с дозвукова скорост и кацане, работещи с керосин.
Орбиталният самолет е трябвало да има отделяема кабина под формата на капсула със собствени барутни двигатели за катапултиране в случай на инцидент със самолета във всички етапи на неговото движение – от старта до кацането, както и с управляващи двигатели за навлизане в плътните слоеве на атмосферата.
Освен възможността за транспортен вариант с малък товарен отсек, са били разработени и основни военни варианти на орбитални самолети:
- фото и радио разузнавачи;
- за поражение на самолетоносачи – с ракети с ядрена бойна глава и система за спътниково насочване;
- прехващачи на космически цели в два варианта – за заснемане и прехвърляне на снимки по комуникационни канали и за поражения на цели.

## Космонавти, участващи в проекта
За подготовка на пилоти на орбиталния самолет, през 1966 г. в Центъра за подготовка на космонавти е сформирана група, в която влизат членове на Отряда на космонавтите, притежаващи достатъчна летателна подготовка.
Първоначалният състав на групата е:
- Герман Титов (вече летял в космоса)
- Анатолий Куклин
- Василий Лазарев
- Анатолий Филипченко

След реорганизация, през 1969 г. в Центъра за подготовка на космонавти (ЦПК) е създаден 4-ти отдел на 1-во управление на ЦПК с началник Герман Титов, току-що защитил диплома на тема CAC – проект за едноместен въздушно-космически летателен апарат. В отдела са назначени млади пилоти, обучаващи се в ЦПК:
- Леонид Кизим (подготовка в ЦПК от 1969 до 1973)
- Анатолий Березовой (1972 – 1974)
- Анатолий Дедков (1972 – 1974)
- Владимир Джанибеков (юли – декември 1972)
- В. Козелский (август 1969 – октомври 1971)
- Владимир Ляхов (1969 – 1973)
- Юрий Малишев (1969 – 1973)
- Александър Петрушенко (1970 – 1973)
- Юрий Романенко (1972)

На 7 януари 1971 година, във връзка с оттеглянето на Герман Титов от отряда на космонавтите, за началник на отдела е назначен Анатолий Филипченко, а на 11 април 1973 начело застава инструктор-космонавт-изпитателят Лев Воробьов. През 1973 отделът е разформирован заради прекратяване на проекта.

## Развитие на проекта
По време на програмата, за отработване на създаването на орбиталния самолет и за демонстриране на реализуемостта му, са създадени подпроекти на самолета: аналогът 105.11, суборбиталните апарати – аналозите БОР-1 (безпилотен орбитален ракетоплан), БОР-2, БОР-3 (и трите варианта са реализирани в мащаб 1:3 заради ограничените енергийни възможности на ракетата-носител 8К63Б – модифицирана балистична ракета със среден обсег Р-12), както и космическите апарати – аналози „ЕПОС“ (Експериментален пилотируем орбитален самолет) БОР-4 и БОР-6.
БОР-1 остава с едно-единствено изстрелване (15 юли 1969 г.)
БОР-2 е изстрелян за пръв път през декември 1969 г. (има само 4 старта).
БОР-3 е изстрелян за пръв път през май 1973 г. (има 2 старта)
Всички изстрелвания на горепосочените апарати са осъществени от полигона в Капустин Яр)
Работата по създаването на „Спирала“, включително по аналозите на орбиталния самолет, прекъснати през 1969 г., са възобновени през 1974 г. През 1976 - 1978 г. са проведени 7 изпитателни полета на Миг-105.11.
Пилоти-изпитатели на дозвуковия аналогов орбитален самолет 105.11 са: Пьотър Остапенко, Игор Волк, Валерий Меницкий, Александър Федотов. Старт със 105.11 изпод фюзелажа на тежък бомбардировач Ту-95К извършва Авиард Фастовец, а във финалния етап пилот-изпитател на аналога е Василий Урядов.
Изстреляният в рамките на програмата „Буран“ с ракета-носител 11К65М-РБ космически апарат БОР-4 представлява безпилотен експериментален апарат, умалено копие на орбиталния самолет на „Спирала“ в мащаб 1:2.
В рамките на проекта „Спирала“, разработките на топлоустойчиви материали от типа на пенокерамиката продължават (според документ от 1966 г.) 15 години – до началото на полетите на американската космическа програма „Космическа совалка“, както и 16 години преди първия тест на съветските кварцови плочки на БОР-4 и 22 години преди полета на „Буран“. На БОР-4 е тествана термозащитата на „Буран“. Технически решения, придобити при разработката на бордовите ракетни двигатели с течно гориво от специалистите от ОКБ на завод „Климов“ са били използвани при създаването на „Буран“.
Също така, „... на базата на БОР-4 са разработвани маневриращи бойни модули с космическо базиране, чиято основна задача е била бомбардировка на Америка от Космоса с минимално полетно време до целта (5 до 7 минути).“. В. Лукашевич, финансов директор на ОАО „Международен консорциум Многоцелеви авиационно-космически системи“.
Дейностите над „Спирала“ (освен аналозите на БОР) са окончателно прекратени след началото на разработването на по-мащабния, по-малко технологично рискования, по-обещаващ и до голяма степен повтарящ американската програма „Космическа совалка“ проект „Енергия-Буран“. Министърът на отбраната на Андрей Гречко дори не разрешава орбиталните изпитания на почти готовия ЕПОС, нахвърляйки резолюция (според различните източници): „Няма да се занимаваме с фантазии!“ или „Това е фантазия. Трябва да се занимаваме с реални неща!“. Основните специалисти, работили по проекта „Спирала“, са пренасочени с постановление на министъра на авиационната промишленост от конструкторските бюра Микоян и „Дъга“ в НПО „Мълния“.
В наше време самолетът – аналог 105.11 може да се види в Централния музей на ВВС на Руската федерация в Монино.

## Филм
- д/ф «Генерал звёздных войн» телестудии Роскосмоса (видео)